# فاینانس پروژه
فاینانس پروژه (انگلیسی: Project finance) تأمین منابع مالی به اتکای جریان نقدی مورد انتظار از اجرای یک پروژه اطلاق می‌گردد.